# Gabriel Silva (Fußballspieler, 1991)
Gabriel Moisés Antunes da Silva (* 13. Mai 1991 in São Paulo) ist ein brasilianischer ehemaliger Fußballspieler.

## Karriere

### Verein
Gabriel Silva spielte bis 2012 in seinem Heimatland Brasilien. Im Januar 2012 wechselte er für vier Millionen Euro zum FC Granada. Nur einen Monat später wurde er für ein halbes Jahr nach Italien an Novara Calcio verliehen. Nach seiner Rückkehr wechselte er zu Beginn der Sommertransferperiode, ebenfalls für vier Millionen Euro, zu Udinese Calcio. In den folgenden Jahren folgten Leihen zum FC Carpi, zu CFC Genua und erneut zu FC Granada. 
Im August 2017 wechselte Silva für zweieinhalb Millionen Euro nach Frankreich zum AS Saint-Étienne. Sein Debüt für den französischen Erstligisten gab er am 12. August 2017 gegen SM Caen. Ab der Saison 2018/19 wurde er seltener berücksichtigt und zeitweise in der zweiten Mannschaft eingesetzt. Im Jahr 2019 fiel er zudem durch einen Achillessehnenanriss mehrere Monate aus. In der Saison 2021/22, in der Silva auf 13 Einsätze kam, stieg Saint-Étienne in die Ligue 2 ab.

### Nationalmannschaft
Silva bestritt für die brasilianische U20 neun Spiele. Sieben hiervon im Zuge der U-20-Fußball-Weltmeisterschaft 2011 und die anderen beiden bei der U-20-Fußball-Südamerikameisterschaft 2011, die Brasilien beide gewann. Seither wurde Silva nicht mehr für eine brasilianische Auswahl berücksichtigt.

## Erfolge
Brasilien U20
- U-20-Weltmeister: 2011
- U-20-Südamerikameister: 2011